# Гарипов, Артур Рамилевич
Артур Рамилевич Гарипов (род. 26 января 1985, Уфа) — российский хоккеист, защитник. Тренер.

## Биография
Воспитанник уфимского хоккея. Выступал в командах «Салават Юлаев-2» (2001/02), «Амур-2» Хабаровск (2001/02 — 2003/04), «Амур» (2002/03 — 2003/04 — 15 матчей в Суперлиге), «Голден Амур» Хабаровск (8 матчей в Азиатской хоккейной лиге), «Газовик», «Газовик-Универ» (оба — Тюмень, все — 2004/05), «Торос» Нефтекамск, «Юность» Минск (Беларусь, оба — 2005/06), «Лада» и «Лада-2» (Тольятти, 2005/06, 2008/09), «Химик» и «Химик-2» (оба — Воскресенск) и «Зауралье» Курган (все — 2006/07), «Торос» и «Нефтяник» Лениногорск (2007/08), «Кристалл» Саратов (2008/09), «Юрматы» Салават (2009/10 — 2010/11), «Челны» (2011/12), «Славутич» Смоленск (2011/12 — 2012/13), «Зауралье» (2013/14), «Тамбов» (2013/14 — 2014/15), ЦСК ВВС Самара (2015/16).
Тренер в ДЮСШ имени Азаматова 2008 г. р.(Уфа, 2020—2022), команде 2009 г. р. («Торос», 2022—2024), команде 2011 г. р. («Орлан» Стерлитамак, с 2024).